# ريتا هنتر
ريتا هنتر (بالإنجليزية: Rita Hunter)‏ هي مغنية ومغنية أوبرا بريطانية، ولدت في 1933، وتوفيت في 2001.

## وصلات خارجية
- ريتا هنتر على موقع ميوزك برينز (الإنجليزية)
- ريتا هنتر على موقع أول ميوزيك (الإنجليزية)
- ريتا هنتر على موقع ديسكوغز (الإنجليزية)